# Alexina Graham
Alexina Lorna Graham (Worksop, Nottinghamshire;  3 de marzo de 1990) es una modelo británica, conocida por ser, desde 2019, un ángel oficial de Victoria's Secret, siendo la segunda británica en conseguirlo, por detrás de Rosie Huntington-Whiteley. A su vez, también es la primera pelirroja en hacerlo. Además, es embajadora de la marca L'Oréal Paris.

## Primeros años
Graham nació Worksop, Nottinghamshire. Practicó ballet durante 12 años. Sufrió acoso escolar debido a su pelo rojo.

## Carrera
Comenzó su carrera en el modelaje en 2008, cuando fue una de las ganadora de una competición de modelaje organizada por Ford en 2008, recibiendo como premio un contrato con Maybelline y una editorial con Another Magazine. Alexina apareció en editoriales para I.D., Glamour U.S., Teen Vogue, L'Officiel Singapur, Harper's Bazaar Serbia, Marie Claire Rusia, In Style, Women's Wear Daily, Vogue Italia y Vogue Arabia, como también en campañas para Burberry, Balmain, L'Oréal y Victoria's Secret. Ha desfilado para Balmain, Emporio Armani, Brandon Maxwell, Etam, y Jean-Paul Gaultier. En 2017, apareció en Sports Illustrated Swimsuit Issue.
En 2017 y 2018, desfiló en el Victoria's Secret Fashion Show. Desde 2019 es ángel de la marca.